# Atractoscion
Az Atractoscion a sugarasúszójú halak (Actinopterygii) osztályának sügéralakúak (Perciformes) rendjébe, ezen belül az árnyékhalfélék (Sciaenidae) családjába tartozó nem.

## Rendszerezés
A nembe az alábbi 2 faj tartozik:
- Atractoscion aequidens (Cuvier, 1830)
- Atractoscion nobilis (Ayres, 1860)

## Források

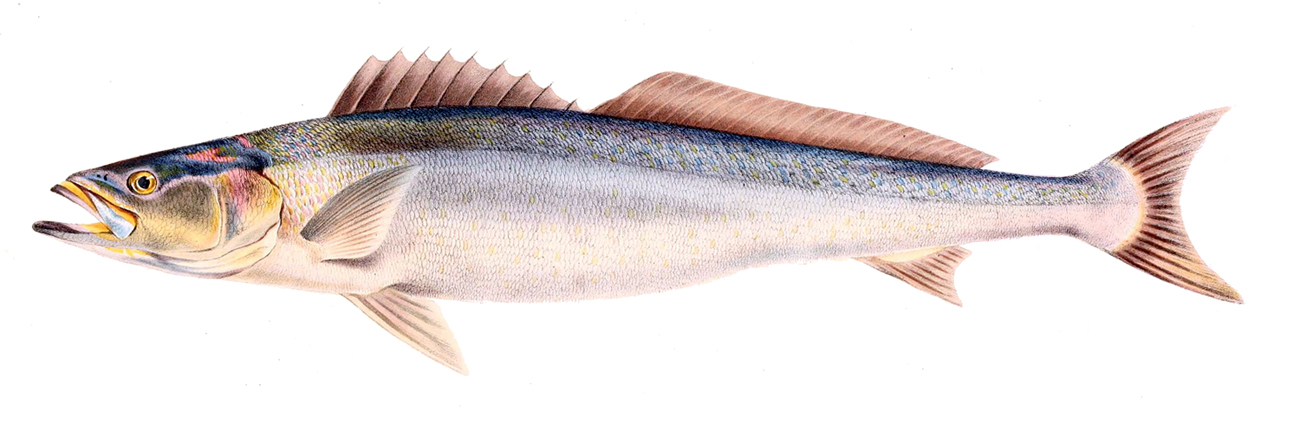
Atractoscion aequidens